# Neurospora terricola
Neurospora terricola är en svampart som beskrevs av Goch. & Backus 1963. Neurospora terricola ingår i släktet Neurospora och familjen Sordariaceae.   Inga underarter finns listade i Catalogue of Life.